# Ken Miles

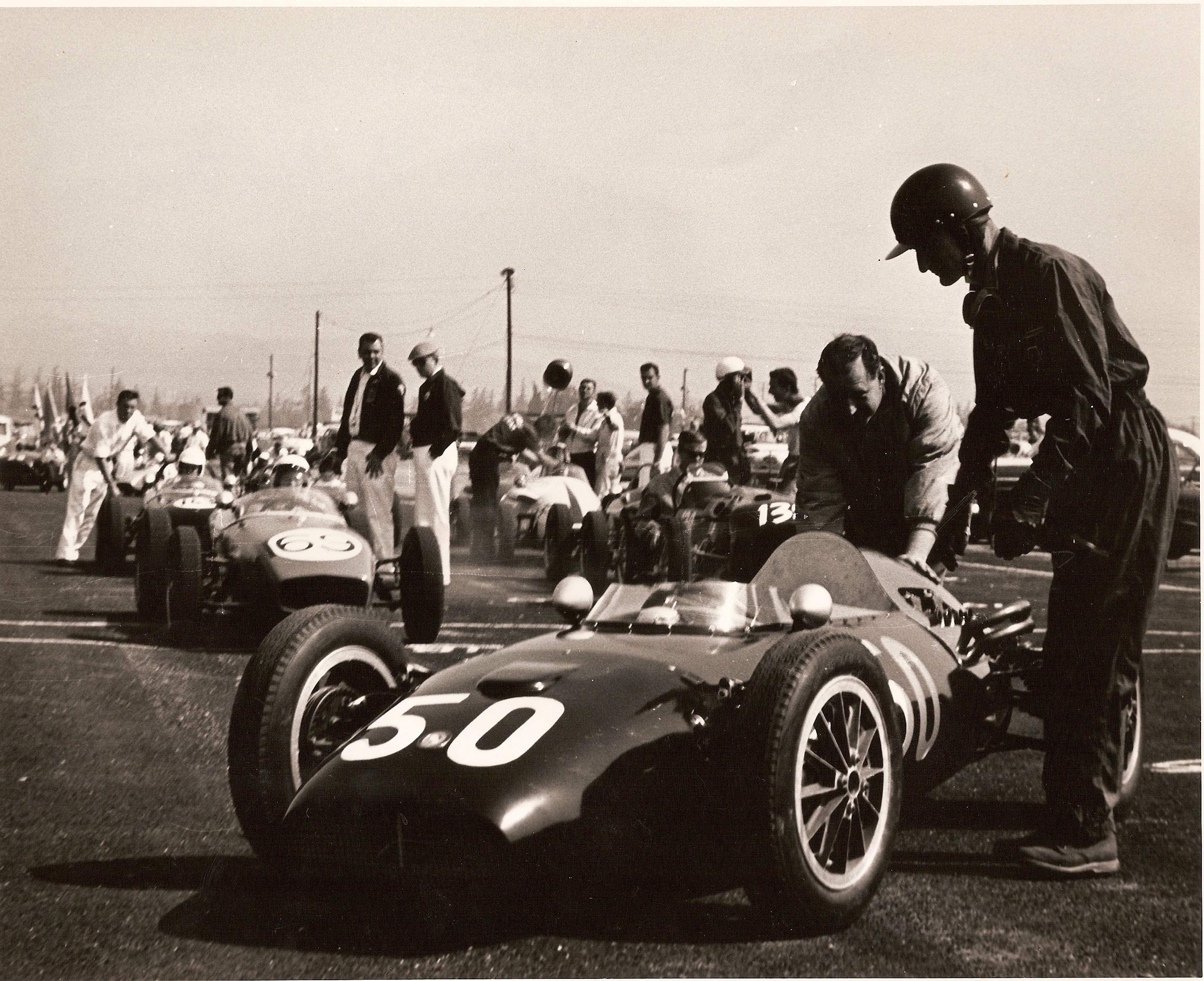
Ken Miles (rechts vorne mit Helm)

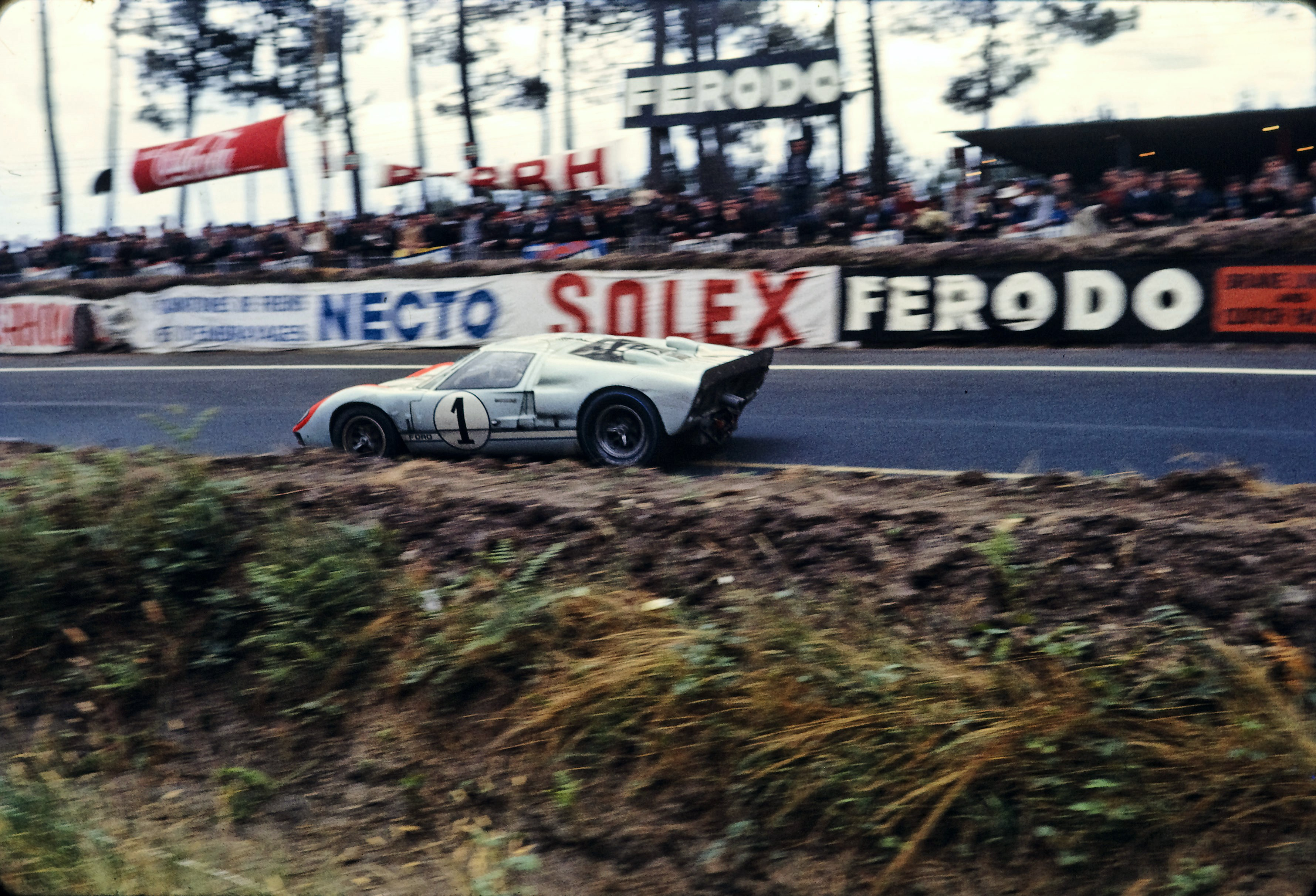
24-Stunden-Rennen von Le Mans 1966: Der Ford GT40 Mk.II von Ken Miles und Denis Hulme im Rennen

Kenneth Henry Jarvis „Ken“ Miles (* 1. November 1918 in Sutton Coldfield; † 17. August 1966 in Riverside) war ein britischer Autorennfahrer.

## Leben
Ken Miles, der mit dem Lotus-Formel-1-Piloten John Miles nicht verwandt war, wuchs in der Nähe von Birmingham auf, einer Stadt, in der während der Zwischenkriegszeit mit Rover und MG zwei wichtige britische Automobilhersteller beheimatet waren. Miles machte eine Ausbildung zum Fahrzeugtechniker und arbeitete in der britischen Fahrzeugindustrie bis zum Beginn des Zweiten Weltkriegs.
Nach dem Ende des Kriegs – er verließ die Armee 1946 als Feldwebel einer Panzer-Einheit – begann er wieder in der Automobilbranche zu arbeiten und wandte sich verstärkt dem Motorsport zu. Nach einigen Versuchen im Motorradsport kaufte er sich Anfang der 1950er-Jahre einen Frazer-Nash und fuhr damit Club- und Bergrennen. Nach einigen unergiebigen Anläufen in der Formel 3 ging er 1952 als MG-Service-Manager für Südkalifornien in die USA. In seiner Freizeit fuhr er mit verschiedenen Modellen von MG Sportwagenrennen. Diese Fahrzeuge wurden von ihm selbst umgebaut und gewartet.
Als die ersten Porsche-Rennwagen in die USA kamen, war er einer der ersten, der die schnellen und leichten Spyder auf der Rennstrecke zum Einsatz brachte. Auf Porsche gewann Miles zahlreiche Klassensiege, ehe er auf Carroll Shelby traf. Miles wurde Werksfahrer bei Shelby American und ging mit dem AC Cobra 427 und dem Ford GT40 bei allen großen Sportwagenrennen an den Start.
Seine erfolgreichste Saison war das Jahr 1966, als er bereits 47 Jahre alt war. Er gewann mit Lloyd Ruby das 24-Stunden-Rennen von Daytona und die 12 Stunden von Sebring. Den Sieg beim 24-Stunden-Rennen von Le Mans, wo er 1955 zum ersten Mal am Start war, verpasste er 1966 nur um 40 Meter. Henry Ford II wollte seinen ersten Triumph in Le Mans mit einem toten Rennen feiern. Die beiden führenden GT40 von McLaren/Amon und Hulme/Miles überfuhren nach 24 Stunden und 360 gefahrenen Runden parallel den Zielstrich. Die Offiziellen des ACO machten der Idee jedoch einen Strich durch die Rechnung, als sie dem 40 Meter hinter dem Miles-Wagen gestarteten Duo McLaren/Amon den Sieg zusprachen, da diese Mannschaft die um 40 Meter längere Distanz zurückgelegt hatte.
Miles starb im selben Jahr bei einer Testfahrt mit einem der Ford-J-Car-Prototypen – die als Ford GT40 MK IV 1967 bei den großen Sportwagenrennen eingesetzt wurden – in Riverside. Der Wagen brach am Ende einer Geraden unvermutet aus, überschlug sich mehrmals und fing Feuer. Miles erlag noch an der Unfallstelle seinen schweren Kopfverletzungen. Die genaue Unfallursache konnte nie geklärt werden.

## Film
In dem im Sommer 2019 veröffentlichten Spielfilm Le Mans 66 – Gegen jede Chance, der den Zweikampf zwischen Ford und Ferrari um den Gesamtsieg in Le Mans 1966 thematisierte, wurde Ken Miles vom britischen Schauspieler Christian Bale verkörpert. Matt Damon spielte Carroll Shelby.

## Statistik

### Le-Mans-Ergebnisse
| Jahr | Team                 | Fahrzeug  | Teamkollege    | Platzierung | Ausfallgrund |
| ---- | -------------------- | --------- | -------------- | ----------- | ------------ |
| 1955 | MG Cars Ltd.         | MG EX182  | Johnny Lockett | Rang 12     |              |
| 1965 | Shelby American Inc. | Ford GT40 | Bruce McLaren  | Ausfall     | Motorschaden |
| 1966 | Shelby American Inc. | Ford GT40 | Denis Hulme    | Rang 2      |              |

### Sebring-Ergebnisse
| Jahr | Team                  | Fahrzeug         | Teamkollege         | Platzierung            | Ausfallgrund     |
| ---- | --------------------- | ---------------- | ------------------- | ---------------------- | ---------------- |
| 1957 | Jean-Pierre Kunstle   | Porsche 550 RS   | Jean-Pierre Kunstle | Rang 9                 |                  |
| 1958 | Jean-Pierre Kunstle   | Porsche 550 RS   | Jean-Pierre Kunstle | Ausfall                | Kupplungsschaden |
| 1959 | Precision Motors      | Porsche 718 RSK  | Jack McAfee         | Rang 8                 |                  |
| 1962 | Rootes Motors         | Sunbeam Alpine   | Lew Spencer         | Ausfall                | Motorschaden     |
| 1963 | Ed Hugus              | Shelby Cobra     | Lew Spencer         | Rang 11                |                  |
| 1964 | Shelby American Corp. | Shelby Cobra 427 | John Morton         | Ausfall                | Motorschaden     |
| 1965 | Al Dowd               | Ford GT40        | Bruce McLaren       | Rang 2 und Klassensieg |                  |
| 1966 | Shelby American Inc.  | Ford X1 Roadster | Lloyd Ruby          | Gesamtsieg             |                  |

### Einzelergebnisse in der Sportwagen-Weltmeisterschaft
| Saison | Team                                 | Rennwagen       | 1   | 2   | 3   | 4   | 5   | 6   | 7   | 8   | 9   | 10  | 11  | 12  | 13  | 14  | 15  | 16  | 17  | 18  | 19  | 20  | 21  | 22  |
| ------ | ------------------------------------ | --------------- | --- | --- | --- | --- | --- | --- | --- | --- | --- | --- | --- | --- | --- | --- | --- | --- | --- | --- | --- | --- | --- | --- |
| 1955   | MG                                   | MG EX182        | BUA | SEB | MIM | LEM | RTT | TAR |     |     |     |     |     |     |     |     |     |     |     |     |     |     |     |     |
| 1955   | MG                                   | MG EX182        | 12  |     |     |     |     |     |     |     |     |     |     |     |     |     |     |     |     |     |     |     |     |     |
| 1957   | Jean-Pierre Kunstle                  | Porsche 550     | BUA | SEB | MIM | NÜR | LEM | KRI | CAR |     |     |     |     |     |     |     |     |     |     |     |     |     |     |     |
| 1957   | Jean-Pierre Kunstle                  | Porsche 550     | 9   |     |     |     |     |     |     |     |     |     |     |     |     |     |     |     |     |     |     |     |     |     |
| 1958   | Jean-Pierre Kunstle                  | Porsche 550     | BUA | SEB | TAR | NÜR | LEM | RTT |     |     |     |     |     |     |     |     |     |     |     |     |     |     |     |     |
| 1958   | Jean-Pierre Kunstle                  | Porsche 550     | DNF |     |     |     |     |     |     |     |     |     |     |     |     |     |     |     |     |     |     |     |     |     |
| 1959   | Precision Motors                     | Porsche 718 RSK | SEB | TAR | NÜR | LEM | RTT |     |     |     |     |     |     |     |     |     |     |     |     |     |     |     |     |     |
| 1959   | Precision Motors                     | Porsche 718 RSK | 8   |     |     |     |     |     |     |     |     |     |     |     |     |     |     |     |     |     |     |     |     |     |
| 1962   | Rootes Motors                        | Sunbeam Alpine  | DAY | SEB | SEB | MAI | TAR | BER | NÜR | LEM | TAV | CCA | RTT | NÜR | BRI | BRI | PAR |     |     |     |     |     |     |     |
| 1962   | Rootes Motors                        | Sunbeam Alpine  | DNF |     |     |     |     |     |     |     |     |     |     |     |     |     |     |     |     |     |     |     |     |     |
| 1963   | Ed Hugus Vic Damone                  | Shelby Cobra    | DAY | SEB | SEB | TAR | SPA | MAI | NÜR | CON | ROS | LEM | MON | WIS | TAV | FRE | CCE | RTT | OVI | NÜR | MON | MON | TDF | BRI |
| 1963   | Ed Hugus Vic Damone                  | Shelby Cobra    |     |     | 11  |     |     |     |     |     |     |     |     |     |     |     |     |     |     |     |     |     |     | 2   |
| 1964   | Carroll Shelby International         | Shelby Cobra    | DAY | SEB | TAR | MON | SPA | CON | NÜR | ROS | LEM | REI | FRE | CCE | RTT | SIM | NÜR | MON | TDF | BRI | BRI | PAR |     |     |
| 1964   | Carroll Shelby International         | Shelby Cobra    |     | DNF |     |     |     |     |     |     |     |     |     |     |     |     |     |     |     |     | 4   |     |     |     |
| 1965   | Al Dowd Carroll Shelby International | Ford GT40       | DAY | SEB | BOL | MON | MON | RTT | TAR | SPA | NÜR | MUG | ROS | LEM | REI | BOZ | FRE | CCE | OVI | NÜR | BRI | BRI |     |     |
| 1965   | Al Dowd Carroll Shelby International | Ford GT40       | 1   | 2   |     |     | 3   |     |     |     |     |     |     | DNF |     |     |     |     |     |     |     |     |     |     |
| 1966   | Carroll Shelby International         | Ford GT40       | DAY | SEB | MON | TAR | SPA | NÜR | LEM | MUG | CCE | HOK | SIM | NÜR | ZEL |     |     |     |     |     |     |     |     |     |
| 1966   | Carroll Shelby International         | Ford GT40       | 1   | 1   |     |     |     |     | 2   |     |     |     |     |     |     |     |     |     |     |     |     |     |     |     |